# Campeonato Europeu Júnior de Natação de 2003
O Campeonato Europeu Júnior de Natação de 2003 foi a 30ª edição do evento organizado pela Liga Europeia de Natação (LEN). As provas ocorreram entre 30 de julho e 3 de agosto de 2003, sendo realizado em Glasgow as provas de natação e em Edimburgo as provas de saltos ornamentais, ambas no Reino Unido. As provas de natação ocorreram de 30 de julho a 3 de agosto e as de saltos ornamentais de 31 de julho a 3 de agosto. Teve como destaque a Rússia com 13 medalhas de ouro.

## Participantes
- Natação: Feminino de 15 a 16 anos (1988 e 1987) e masculino de 17 a 18 anos (1986 e 1985).
- Saltos Ornamentais: Grupo A é composto por saltadores de 16, 17 e 18 anos (1987, 1986 e 1985), tanto masculino quanto feminino. Grupo B é composto por saltadores de 14 a 15 anos (1989 e 1988), tanto masculino quanto feminino.

## Medalhistas

### Natação
Os resultados foram os seguintes. 
Masculino
| Evento          | Ouro                                                                                | Ouro     | Prata                                                                               | Prata    | Bronze                                                                            | Bronze   |
| 50 m Livre      | Ucrânia · Yuriy Yegoshyn                                                            | 23.02    | Finlândia · Manu Mantymaki                                                          | 23.03    | Croácia · Alexei Puninski                                                         | 23.06    |
| 100 m Livre     | Ucrânia · Yuriy Yegoshyn                                                            | 49.63    | França · Amaury Leveaux                                                             | 50.37    | Eslovênia · Jernej Godec                                                          | 50.51    |
| 200 m Livre     | Rússia · Evgeny Natsvin                                                             | 1:50.74  | Reino Unido · David Davies                                                          | 1:51.15  | Hungria · László Cseh                                                             | 1:51.16  |
| 400 m Livre     | Polónia · Przemysław Stańczyk                                                       | 3:51.71  | Itália · Nicola Cassio                                                              | 3:52.42  | Reino Unido · David Davies                                                        | 3:54.80  |
| 1500 m Livre    | Reino Unido · David Davies                                                          | 15:09.69 | Polónia · Przemysław Stańczyk                                                       | 15:25.24 | França · Sébastien Rouault                                                        | 15:34.64 |
| 50 m Costas     | Reino Unido · Liam Tancock                                                          | 25.60    | Alemanha · Marco Di Carli                                                           | 25.76    | Grécia · Aristeidis Grigoriadis                                                   | 26.15    |
| 100 m Costas    | Hungria · László Cseh                                                               | 55.06    | Alemanha · Marco Di Carli                                                           | 55.11    | Reino Unido · Liam Tancock                                                        | 56.21    |
| 200 m Costas    | Hungria · László Cseh                                                               | 1:58.99  | Itália · Luca Marin                                                                 | 2:01.77  | Áustria · Sebastian Stoss                                                         | 2:02.18  |
| 50 m Peito      | Itália · Alessandro Terrin                                                          | 28.12    | Hungria · Gabor Financsek                                                           | 28.83    | França · Anthony Thiallet                                                         | 29.05    |
| 100 m Peito     | Itália · Alessandro Terrin                                                          | 1:02.36  | Noruega · Alexander Dale Oen                                                        | 1:02.53  | Ucrânia · Valeriy Dymo                                                            | 1:02.94  |
| 200 m Peito     | Alemanha · Johannes Neumann                                                         | 2:14.56  | Itália · Paolo Bossini                                                              | 2:14.61  | França · Fabien Horth                                                             | 2:17.65  |
| 50 m Borboleta  | Croácia · Alexei Puninski                                                           | 24.41    | Dinamarca · Jakob Andkjaer                                                          | 24.48    | Suécia · Marcus Piehl                                                             | 24.51    |
| 100 m Borboleta | Lituânia · Rimvydas Salcius                                                         | 52.25    | França · Amaury Leveaux                                                             | 54.19    | Grécia · Sotiris Pastras                                                          | 54.60    |
| 200 m Borboleta | Polónia · Paweł Korzeniowski                                                        | 1:58.32  | Hungria · Boldizsar Kiss                                                            | 2:00.80  | Hungria · Adam Madarassy                                                          | 2:01.04  |
| 200 m Medley    | Alemanha · Marc Uppenkamp                                                           | 2:03.72  | Bulgária · Mihail Alexandrov                                                        | 2:04.51  | Alemanha · Jan-Christoph                                                          | 2:04.64  |
| 400 m Medley    | Hungria · László Cseh                                                               | 4:16.88  | Itália · Luca Marin                                                                 | 4:19.64  | Polónia · Paweł Korzeniowski                                                      | 4:22.13  |
| 4x100 m Livre   | França · Antoine Galavtine · Fabien Horth · Sebastien Bodet · Amaury Leveaux        | 3:21.10  | Croácia · Alexei Puninski · Mario Delac · Bruno Barbic · Marko Skunca               | 3:24.75  | Reino Unido · Michael Stephneson · Craig Gibbons · Ben Hutchinson · Edward Denton | 3:24.84  |
| 4x200 m Livre   | Rússia · Konstantin Kolyasnikov · Sergey Filippov · Anton Stepanov · Evgeny Natsvin | 7:27.24  | França · Yoann Soldermann · Guillaume Strohmeyer · Sebastien Bodet · Amaury Leveaux | 7:27.41  | Itália · Francesco Secchiaroli · Vanni Mangoni · Nicola Cassio · Paolo Bossini    | 7:27.75  |
| 4x100 m Medley  | Hungria · László Cseh · Gabor Financsek · Adam Madarassy · Krisztián Takács         | 3:42.69  | Alemanha · Marco Di Carli · Johannes Neumann · Benjamin Starke · Robert Konneker    | 3:44.01  | Reino Unido · Liam Tancock · Lee Wightwick · Martin Leel · Craig Gibbons          | 3:45.63  |

Feminino
| Evento          | Ouro                                                                            | Ouro    | Prata                                                                              | Prata   | Bronze                                                                             | Bronze  |
| 50 m Livre      | Alemanha · Daniela Götz                                                         | 25.71   | Dinamarca · Jeanette Ottesen                                                       | 26.33   | Estónia · Jane Trepp                                                               | 26.37   |
| 100 m Livre     | Alemanha · Daniela Götz                                                         | 55.64   | Itália · Federica Pellegrini                                                       | 56.24   | Dinamarca · Jeanette Ottesen                                                       | 56.93   |
| 200 m Livre     | Rússia · Daria Parshina                                                         | 2:01.21 | Rússia · Regina Sytch                                                              | 2:01.81 | Grécia · Evangelia Tsagka                                                          | 2:03.20 |
| 400 m Livre     | Rússia · Regina Sytch                                                           | 4:12.28 | Rússia · Daria Parshina                                                            | 4:13.61 | Reino Unido · Keri-Anne Payne                                                      | 4:16.64 |
| 800 m Livre     | Rússia · Regina Sytch                                                           | 8:38.67 | Reino Unido · Keri-Anne Payne                                                      | 8:47.41 | Dinamarca · Lotte Friis                                                            | 8:49.16 |
| 50 m Costas     | Reino Unido · Gemma Spofforth                                                   | 29.40   | Ucrânia · Kateryna Zubkova                                                         | 29.67   | Hungria · Nikolett Szepesi                                                         | 29.76   |
| 100 m Costas    | França · Esther Baron                                                           | 1:02.43 | Reino Unido · Stephanie Proud                                                      | 1:02.69 | Reino Unido · Gemma Spofforth                                                      | 1:03.02 |
| 200 m Costas    | Reino Unido · Stephanie Proud                                                   | 2:12.22 | França · Esther Baron                                                              | 2:12.60 | Hungria · Nikolett Szepesi                                                         | 2:15.99 |
| 50 m Peito      | Reino Unido · Kate Haywood                                                      | 31.67   | Reino Unido · Grace Callaghan                                                      | 32.10   | Países Baixos · Moniek Nijhuis                                                     | 32.27   |
| 100 m Peito     | Reino Unido · Grace Callaghan                                                   | 1:09.86 | Reino Unido · Kate Haywood                                                         | 1:09.91 | Ucrânia · Yuliya Pidlisna                                                          | 1:10.15 |
| 200 m Peito     | Ucrânia · Iryna Matstruck                                                       | 2:28.21 | Alemanha · Sonja Helbig                                                            | 2:29.70 | Ucrânia · Yuliya Pidlisna                                                          | 2:31.92 |
| 50 m Borboleta  | Rússia · Vasilisa Vladykina                                                     | 26.96   | Dinamarca · Jeanette Ottesen                                                       | 27.25   | Polónia · Aleksandra Urbańczyk                                                     | 27.28   |
| 100 m Borboleta | Hungria · Beatrix Boulsevicz                                                    | 59.77   | Dinamarca · Jeanette Ottesen                                                       | 1:00.98 | Itália · Elena Gemo                                                                | 1:01.02 |
| 200 m Borboleta | Grécia · Vasilik Angelopoulou                                                   | 2:10.64 | Hungria · Beatrix Boulsevicz                                                       | 2:10.91 | Rússia · Yana Martynova                                                            | 2:13.33 |
| 200 m Medley    | Eslovênia · Anja Klinar                                                         | 2:15.83 | Grécia · Vasilik Angelopoulou                                                      | 2:16.24 | Grécia · Athina Tzavella                                                           | 2:16.35 |
| 400 m Medley    | Eslovênia · Anja Klinar                                                         | 4:42.67 | Rússia · Yana Tolkatcheva                                                          | 4:46.16 | Ucrânia · Yuliya Pidlisna                                                          | 4:47.36 |
| 4x100 m Livre   | Alemanha · Daniela Götz · Melanie Otto · Franziska Skrubel · Lara Timm          | 3:46.76 | Rússia · Maria Mayrovich · Yana Tolkacheva · Regina Sych · Daria Parshina          | 3:49.56 | Reino Unido · Rose Morahan · Stephanie Proud · Danielle Berry · Kate Richardson    | 3:50.06 |
| 4x200 m Livre   | Rússia · Maria Bulakhova · Regina Sych · Yana Tolkacheva · Daria Parshina       | 8:10.57 | Reino Unido · Stephanie Proud · Kate Richardson · Danielle Berry · Keri-Anne Payne | 8:14.07 | Alemanha · Daniela Götz · Pia Kossak · Lara Timm · Stephanie Backhaus              | 8:19.56 |
| 4x100 m Medley  | Alemanha · Stephanie Backhaus · Sonja Helbig · Franziska Skrubel · Daniela Götz | 4:12.42 | Itália · Chiara Pettenò · Veronica Demozzi · Elena Gemo · Federica Pellegrini      | 4:13.49 | Reino Unido · Stephanie Proud · Grace Callaghan · Laura Campbell · Kate Richardson | 4:14.15 |

### Saltos ornamentais
Os resultados foram os seguintes. 

#### Grupo A
Masculino
| Evento                              | Ouro                                              | Ouro   | Prata                                       | Prata  | Bronze                                       | Bronze |
| Trampolim 1 m individual            | Rússia · Gleb Sergeevič Gal'perin                 | 506.15 | Reino Unido · Nick Robinson-Baker           | 481.95 | Espanha · Javier Illana                      | 477.30 |
| Trampolim 3 m individual            | Espanha · Javier Illana                           | 535.40 | Rússia · Sergei Anikin                      | 532.45 | Rússia · Gleb Sergeevič Gal'perin            | 516.15 |
| Trampolim 3 m sincronizado cat A +B | Rússia · Sergei Anikin · Gleb Sergeevič Gal'perin | 285.60 | Ucrânia · Aleksy Prigorov · Egor Yakovlenko | 282.81 | Alemanha · Michel Annas · Cristoph Steinicke | 277.02 |
| Plataforma 10 m individual          | Rússia · Gleb Sergeevič Gal'perin                 | 553.75 | Ucrânia · Anton Zakharov                    | 538.80 | Rússia · Aleksei Kravchenko                  | 510.60 |

Feminino
| Evento                              | Ouro                                          | Ouro   | Prata                                         | Prata  | Bronze                                  | Bronze |
| Trampolim 1 m individual            | Itália · Tania Cagnotto                       | 419.95 | Ucrânia · Olena Fedorova                      | 416.15 | Itália · Francesca Dallapé              | 389.90 |
| Trampolim 3 m individual            | Itália · Tania Cagnotto                       | 467.40 | Ucrânia · Olena Fedorova                      | 455.95 | Rússia · Anastasia Pozdniakova          | 417.60 |
| Trampolim 3 m sincronizado cat A +B | Ucrânia · Olena Fedorova · Kristina Ishchenko | 272.46 | Rússia · Anastasia Pozdniakova · Yulia Ionova | 260.67 | Suécia · Elina Eggers · Michaela Tredal | 249.18 |
| Plataforma 10 m individual          | Itália · Tania Cagnotto                       | 453.80 | Reino Unido · Stadie Powell                   | 389.40 | Ucrânia · Victoria Suprunova            | 374.70 |

#### Grupo B
Masculino
| Evento                     | Ouro                  | Ouro   | Prata                    | Prata  | Bronze                      | Bronze |
| Trampolim 1 m individual   | Ucrânia · Illja Kvaša | 365.85 | Rússia · Artem Lvov      | 356.35 | Alemanha · Christian Picker | 355.10 |
| Trampolim 3 m individual   | Rússia · Artem Lvov   | 399.10 | Ucrânia · Serhiy Komarov | 396.40 | Ucrânia · Illja Kvaša       | 396.00 |
| Plataforma 10 m individual | Ucrânia · Illja Kvaša | 360.25 | Ucrânia · Serhiy Komarov | 349.35 | Alemanha · Christian Picker | 339.80 |

Feminino
| Evento                     | Ouro                        | Ouro   | Prata                       | Prata  | Bronze                    | Bronze |
| Trampolim 1 m individual   | Alemanha · Nora Subschinski | 342.60 | Ucrânia · Mariya Voloshenko | 315.85 | Alemanha · Carolin Bũrger | 308.30 |
| Trampolim 3 m individual   | Rússia · Olga Pashkina      | 339.10 | Ucrânia · Mariya Voloshenko | 337.80 | Alemanha · Carolin Bũrger | 336.00 |
| Plataforma 10 m individual | Rússia · Yulia Koltunova    | 344.30 | Ucrânia · Mariya Voloshenko | 343.30 | Itália · Nicole Catella   | 322.45 |

## Quadro de medalhas
| Ordem | País          | Medalha de ouro | Medalha de prata | Medalha de bronze | Total |
| ----- | ------------- | --------------- | ---------------- | ----------------- | ----- |
| 1     | Rússia        | 13              | 7                | 4                 | 24    |
| 2     | Alemanha      | 7               | 4                | 7                 | 18    |
| 3     | Ucrânia       | 6               | 10               | 6                 | 22    |
| 4     | Reino Unido   | 6               | 8                | 8                 | 22    |
| 5     | Itália        | 5               | 6                | 4                 | 15    |
| 6     | Hungria       | 5               | 3                | 4                 | 12    |
| 7     | França        | 2               | 4                | 3                 | 9     |
| 8     | Polónia       | 2               | 1                | 2                 | 5     |
| 9     | Eslovênia     | 2               | 0                | 1                 | 3     |
| 10    | Grécia        | 1               | 1                | 4                 | 6     |
| 11    | Croácia       | 1               | 1                | 1                 | 3     |
| 12    | Espanha       | 1               | 0                | 1                 | 2     |
| 13    | Lituânia      | 1               | 0                | 0                 | 1     |
| 14    | Dinamarca     | 0               | 4                | 2                 | 6     |
| 15    | Finlândia     | 0               | 1                | 0                 | 1     |
| 15    | Bulgária      | 0               | 1                | 0                 | 1     |
| 15    | Noruega       | 0               | 1                | 0                 | 1     |
| 18    | Suécia        | 0               | 0                | 2                 | 2     |
| 19    | Áustria       | 0               | 0                | 1                 | 1     |
| 19    | Estónia       | 0               | 0                | 1                 | 1     |
| 19    | Países Baixos | 0               | 1                | 1                 |       |
| Total | Total         | 52              | 52               | 52                | 156   |